# Al-Muazzam Turanshah
Al-Muazzam Turanshah, död 1250, var en egyptisk regent. Han var sultan av Egypten mellan 1249 och 1250.